# Discografia degli Switchfoot

## Album

### Album in studio
| Album | Posizione massima | Posizione massima | Posizione massima | Posizione massima | Posizione massima | Posizione massima | Posizione massima | Posizione massima | Posizione massima | Posizione massima | Certificazione                   |
| Album | [ 1 ]             | Alt.              | Christian         | Heat.             | Rock              | [ 6 ]             | [ 7 ]             | [ 8 ]             | [ 9 ]             | [ 10 ]            | Certificazione                   |
| --- | ----------------- | ----------------- | ----------------- | ----------------- | ----------------- | ----------------- | ----------------- | ----------------- | ----------------- | ----------------- | -------------------------------- |
| The Legend of Chin - Data: 17 giugno 1997 - Etichetta: Re:Think, Sparrow - Formati: CD, musicassetta, Download digitale       | —                 | —                 | —                 | —                 | —                 | —                 | —                 | —                 | —                 | —                 |                                  |
| New Way to Be Human - Data: 23 marzo 1999 - Etichetta: Re:Think, Sparrow - Formati: CD, Download digitale                     | —                 | —                 | 21                | 31                | —                 | —                 | —                 | —                 | —                 | —                 |                                  |
| Learning to Breathe - Data: 26 settembre 2000 - Etichetta: Re:Think, Sparrow - Formati: CD, Download digitale                 | —                 | —                 | 23                | 34                | —                 | —                 | —                 | —                 | —                 | —                 |                                  |
| The Beautiful Letdown - Data: 25 febbraio 2003 - Etichetta: Columbia, Red Ink, Sony - Formati: CD, Download digitale          | 16                | —                 | 1                 | —                 | —                 | 45                | —                 | —                 | —                 | —                 | - Canada: Oro - USA: 2 × Platino |
| Nothing Is Sound - Data: 13 settembre 2005 - Etichetta: Columbia, Red Ink, Sony, Sparrow - Formati: CD, LP, Download digitale | 3                 | —                 | 1                 | —                 | —                 | 25                | 20                | 73                | 31                | —                 | - USA: Oro                       |
| Oh! Gravity. - Data: 26 dicembre 2006 - Etichetta: Columbia, Red Ink, Sony, Sparrow - Formati: CD, Download digitale          | 18                | —                 | 1                 | —                 | 4                 | —                 | —                 | —                 | —                 | —                 |                                  |
| Hello Hurricane - Data: 10 novembre 2009 - Etichetta: lowercase people, Atlantic - Formati: CD, LP, Download digitale         | 13                | 3                 | 2                 | —                 | 4                 | —                 | —                 | —                 | 13                | —                 |                                  |
| Vice Verses - Data: 27 settembre 2011 - Etichetta: lowercase people, Atlantic - Formati: CD, LP, Download digitale            | 8                 | 3                 | 1                 | —                 | 3                 | —                 | 30                | —                 | 35                | 127               |                                  |
| Fading West - Data: 14 gennaio 2014 - Etichetta: lowercase people, Atlantic - Formati: CD, LP, Download digitale              | 6                 | 1                 | 1                 | —                 | 2                 | 50                | 12                | —                 | 27                | —                 |                                  |

### Album dal vivo
| Album |
| --- |
| Best of Bootlegs, Vol. 1 - Data: 31 marzo 2008 - Etichetta: lowercase people - Formati: CD, Download digitale |
| The Best Yet Live in Nashville - Data: 2009 - Etichetta: lowercase people - Formati: CD, Download digitale    |

### Raccolte
| Album | Posizione massima | Posizione massima | Certificazione |
| Album | US                | US Christ.        | Certificazione |
| --- | ----------------- | ----------------- | -------------- |
| The Early Years: 1997–2000 - Data: 2 novembre 2004 - Etichetta: re:Think, Sparrow - Formati: CD               | —                 | 20                | - USA: Oro     |
| The Best Yet - Data: 4 novembre 2008 - Etichetta: Columbia, Sony, Credential - Formati: CD, Download digitale | 123               | 9                 |                |
| Playlist: The Very Best of Switchfoot - Data: 21 maggio 2013 - Etichetta: Columbia, Legacy - Formati: CD      | —                 | —                 |                |

### Album video
| Album                                                                                   | Certificazione |
| --------------------------------------------------------------------------------------- | -------------- |
| Switchfootage - Data: 2003 - Etichetta: Auto-Data - Formati: DVD                        |                |
| Live in San Diego - Data: 23 marzo 2004 - Etichetta: Columbia, Sony - Formati: DVD      | - USA: Oro     |
| Switchfootage 2 - Data: 2006 - Etichetta: Columbia, Sony - Formati: DVD                 |                |
| Live at the Ventura Theatre - Data: 2007 - Etichetta: lowercase people - Formati: DVD   |                |
| The Best Yet: Live - Data: 4 dicembre 2009 - Etichetta: lowercase people - Formati: DVD |                |

## Extended play
| Album | Posizione massima | Posizione massima |
| Album | Christ.           | s Dance           |
| --- | ----------------- | ----------------- |
| Live - Data: 9 marzo 2004 - Etichetta: Columbia, Sony - Formati: Download digitale                                      | —                 | —                 |
| Oh! - Data: 17 ottobre 2006 - Etichetta: Auto-Data - Formati: CD, Download digitale                                     | —                 | —                 |
| Building a Hurricane - Data: 2009 - Etichetta: lowercase people - Formati: CD, Download digitale                        | —                 | —                 |
| iTunes Sessions - Data: 31 agosto 2010 - Etichetta: lowercase people, Atlantic - Formati: Download digitale             | 17                | —                 |
| Eastern Hymns for Western Shores - Data: 7 dicembre 2010 - Etichetta: lowercase people - Formati: CD, Download digitale | —                 | —                 |
| Vice Re-Verses - Data: 21 aprile 2012 - Etichetta: lowercase people, Atlantic - Formati: CD, Download digitale          | 33                | 19                |
| Fading West - Data: 17 settembre 2013 - Etichetta: lowercase people, Atlantic - Formati: CD, Download digitale          | —                 | —                 |

## Singoli
| Titolo                             | Anno | Posizione massima | Posizione massima | Posizione massima | Posizione massima | Posizione massima | Posizione massima | Posizione massima | Posizione massima | Posizione massima | Posizione massima | Certificazione | Album di provenienza                        |
| Titolo                             | Anno | [ 15 ]            | Adult             | Alt.              | Christ.           | Christ. Rock      | Rock              | [ 20 ]            | [ 21 ]            | [ 22 ]            | [ 23 ]            | Certificazione | Album di provenienza                        |
| ---------------------------------- | ---- | ----------------- | ----------------- | ----------------- | ----------------- | ----------------- | ----------------- | ----------------- | ----------------- | ----------------- | ----------------- | -------------- | ------------------------------------------- |
| Chem 6A                            | 1997 | —                 | —                 | —                 | —                 | —                 | —                 | —                 | —                 | —                 | —                 |                | The Legend of Chin                          |
| New Way to Be Human                | 1999 | —                 | —                 | —                 | —                 | —                 | —                 | —                 | —                 | —                 | —                 |                | New Way to Be Human                         |
| You Already Take Me There          | 2000 | —                 | —                 | —                 | —                 | —                 | —                 | —                 | —                 | —                 | —                 |                | Learning to Breathe                         |
| Meant to Live                      | 2003 | 18                | 5                 | 5                 | —                 | —                 | —                 | 52                | —                 | 92                | 29                | - USA: Oro     | The Beautiful Letdown                       |
| More Than Fine                     | 2003 | —                 | —                 | —                 | —                 | —                 | —                 | —                 | —                 | —                 | —                 |                | The Beautiful Letdown                       |
| Gone                               | 2003 | —                 | —                 | —                 | 27                | —                 | —                 | —                 | —                 | —                 | —                 |                | The Beautiful Letdown                       |
| Dare You to Move                   | 2004 | 17                | 6                 | 9                 | 37                | —                 | —                 | 35                | 41                | —                 | 117               | - RIAA: Oro    | The Beautiful Letdown                       |
| This Is Your Life                  | 2004 | —                 | 36                | 30                | 9                 | —                 | —                 | —                 | —                 | —                 | —                 |                | The Beautiful Letdown                       |
| Stars                              | 2005 | 68                | 15                | 16                | 25                | —                 | —                 | 43                | —                 | —                 | —                 | - RIAA: Oro    | Nothing Is Sound                            |
| We Are One Tonight                 | 2006 | —                 | 29                | —                 | 11                | —                 | —                 | —                 | —                 | —                 | —                 |                | Nothing Is Sound                            |
| Dirty Second Hands                 | 2006 | —                 | —                 | —                 | —                 | —                 | —                 | —                 | —                 | —                 | —                 |                | Oh! Gravity.                                |
| Oh! Gravity.                       | 2006 | —                 | —                 | 36                | 26                | —                 | —                 | —                 | —                 | —                 | —                 |                | Oh! Gravity.                                |
| Awakening                          | 2007 | —                 | —                 | —                 | 16                | —                 | —                 | —                 | —                 | —                 | —                 |                | Oh! Gravity.                                |
| Head over Heels (In This Life)     | 2007 | —                 | —                 | —                 | 22                | —                 | —                 | —                 | —                 | —                 | —                 |                | Oh! Gravity.                                |
| Rebuild                            | 2007 | —                 | —                 | —                 | —                 | —                 | —                 | —                 | —                 | —                 | —                 |                | Singolo non incluso in un album             |
| This Is Home                       | 2008 | —                 | —                 | —                 | 14                | —                 | —                 | —                 | —                 | —                 | —                 |                | Le cronache di Narnia - Il principe Caspian |
| Another Christmas (Old Borego)     | 2008 | —                 | —                 | —                 | —                 | —                 | —                 | —                 | —                 | —                 | —                 |                | Singolo non incluso in un album             |
| Mess of Me                         | 2009 | —                 | —                 | 13                | 30                | 1                 | 22                | —                 | —                 | —                 | —                 |                | Hello Hurricane                             |
| Always                             | 2009 | —                 | —                 | —                 | 16                | —                 | —                 | —                 | —                 | —                 | —                 |                | Hello Hurricane                             |
| The Sound (John M. Perkins' Blues) | 2010 | —                 | —                 | 7                 | —                 | 1                 | 15                | —                 | —                 | —                 | —                 |                | Hello Hurricane                             |
| Your Love Is a Song                | 2010 | —                 | 27                | —                 | 18                | —                 | —                 | —                 | —                 | —                 | —                 |                | Hello Hurricane                             |
| Bullet Soul                        | 2010 | —                 | —                 | 40                | —                 | 13                | —                 | —                 | —                 | —                 | —                 |                | Hello Hurricane                             |
| Dark Horses                        | 2011 | —                 | —                 | 5                 | —                 | 1                 | 17                | —                 | —                 | —                 | —                 |                | Vice Verses                                 |
| Restless                           | 2011 | —                 | —                 | —                 | 23                | —                 | —                 | —                 | —                 | —                 | —                 |                | Vice Verses                                 |
| Afterlife                          | 2012 | —                 | —                 | 19                | 28                | 1                 | 33                | —                 | —                 | —                 | —                 |                | Vice Verses                                 |
| The Original                       | 2012 | —                 | —                 | 39                | —                 | 1                 | —                 | —                 | —                 | —                 | —                 |                | Vice Verses                                 |
| Where I Belong                     | 2012 | —                 | —                 | —                 | 27                | —                 | —                 | —                 | —                 | —                 | —                 |                | Vice Verses                                 |
| Who We Are                         | 2013 | —                 | —                 | 16                | 13                | —                 | 28                | —                 | —                 | —                 | —                 |                | Fading West                                 |
| Love Alone Is Worth the Fight      | 2013 | —                 | —                 | —                 | 6                 | 13                | 21                | —                 | —                 | —                 | —                 |                | Fading West                                 |
| When We Come Alive                 | 2014 | —                 | —                 | —                 | 29                | 17                | —                 | —                 | —                 | —                 | —                 |                | Fading West                                 |

## Altre canzoni
| Titolo | Anno | Posizione massima | Album di provenienza |
| Titolo | Anno | Christ.           | Album di provenienza |
| ------ | ---- | ----------------- | -------------------- |
| Ba55   | 2013 | 44                | Fading West EP       |

## Video musicali
| Anno | Titolo                                                | Regia                 | Album di provenienza                        |
| ---- | ----------------------------------------------------- | --------------------- | ------------------------------------------- |
| 1997 | Chem 6a                                               | Stephen Lewis         | The Legend of Chin                          |
| 1999 | New Way to Be Human                                   | Brandon Dickerson     | New Way to Be Human                         |
| 1999 | Company Car                                           | Scott Mortensen       | New Way to Be Human                         |
| 2000 | You Already Take Me There                             | Brandon Dickerson     | Learning to Breathe                         |
| 2003 | Meant to Live (Live Version)                          | Chad Butler           | The Beautiful Letdown                       |
| 2003 | Meant to Live                                         | Laurent Briet         | The Beautiful Letdown                       |
| 2004 | Meant to Live (Spider-Man 2 Version)                  |                       | The Beautiful Letdown                       |
| 2004 | Dare You to Move                                      | Robert Hales          | The Beautiful Letdown                       |
| 2004 | Dare You to Move (Version 2)                          | Marc Webb             | The Beautiful Letdown                       |
| 2005 | Stars                                                 | Scott Speer           | Nothing Is Sound                            |
| 2005 | Stars (Live Version)                                  |                       | Nothing Is Sound                            |
| 2005 | Happy Is a Yuppie Word                                | Scott Speer           | Nothing Is Sound                            |
| 2006 | We Are One Tonight (Fan Montage Version)              |                       | Nothing Is Sound                            |
| 2006 | We Are One Tonight                                    | Jon Watts             | Nothing Is Sound                            |
| 2006 | The Blues                                             | Andy Barron           | Nothing Is Sound                            |
| 2006 | Oh! Gravity.                                          | P.R. Brown            | Oh! Gravity.                                |
| 2007 | Awakening                                             | Brandon Dickerson     | Oh! Gravity.                                |
| 2008 | This Is Home                                          | Brandon Dickerson     | Le cronache di Narnia - Il principe Caspian |
| 2008 | This Is Home (Version 2)                              | Erwin Brothers        | The Best Yet                                |
| 2009 | Mess of Me (Live Version)                             | Andy Barron           | Hello Hurricane                             |
| 2009 | Mess of Me (Official Version)                         | Paul Kerby            | Hello Hurricane                             |
| 2009 | The Sound (John M. Perkins' Blues) (Live Version)     |                       | Hello Hurricane                             |
| 2010 | Always                                                | Chad Butler           | Hello Hurricane                             |
| 2010 | The Sound (John M. Perkins' Blues) (Official Version) | Tom Aiello, Edd Flynn | Hello Hurricane                             |
| 2011 | Dark Horses                                           | Tom Aiello            | Vice Verses                                 |
| 2011 | Restless                                              | Tom Aiello            | Vice Verses                                 |
| 2012 | Rise Above It                                         | Tom Aiello            | Vice Verses                                 |
| 2013 | The Original                                          | Bryant Jansen         | Vice Verses                                 |
| 2013 | Who We Are                                            |                       | Fading West                                 |
| 2013 | Love Alone Is Worth the Fight                         |                       | Fading West                                 |
| 2014 | When We Come Alive                                    | Derec Dunn            | Fading West                                 |

## Apparizioni in compilation
| Anno | Album                                                 | Brano                                                                                               |
| ---- | ----------------------------------------------------- | --------------------------------------------------------------------------------------------------- |
| 1998 | Happy Christmas                                       | Evergreen                                                                                           |
| 1999 | Listen: Louder                                        | Spirit                                                                                              |
| 2002 | I passi dell'amore - A Walk to Remember               | I Dare You to Move Someday We'll Know (Jon Foreman & Mandy Moore) Learning to Breathe You Only Hope |
| 2003 | Mixdown                                               | New way to Be Human (Remix)                                                                         |
| 2004 | Full Circle (Charlie Peacock)                         | Insult Like the Truth                                                                               |
| 2004 | Kevin & Bean's Christmastime in the 909               | Old Borego                                                                                          |
| 2005 | Elektra: The Album                                    | Sooner or Later (re-recorded)                                                                       |
| 2005 | Happy Christmas Vol. 4                                | Evergreen                                                                                           |
| 2006 | Nickelodeon Kid's Choice, Vol. 2                      | Stars                                                                                               |
| 2006 | Smash-Ups                                             | Switchfoot You Already Take Me There vs. Grits TN Bwoys                                             |
| 2007 | San Diego Fire Relief CD                              | Rebuild                                                                                             |
| 2008 | Class of '08: Dare You to Move                        | Dare You to Move                                                                                    |
| 2008 | The Chronicles of Narnia: Prince Caspian (soundtrack) | This Is Home                                                                                        |
| 2009 | Disney Box Office Hits                                | This Is Home                                                                                        |
| 2009 | So Much to Save                                       | Dirty Second Hands                                                                                  |